# 54 Piscium
54 Piscium – gwiazda zmienna ciągu głównego, położona w gwiazdozbiorze Ryb, o typie widmowym K0V. Ten pomarańczowy karzeł jest oddalony od Słońca o ok. 36 lat świetlnych. Wokół gwiazdy odkryto dwa okrążające ją obiekty: egzoplanetę 54 Piscium b i brązowego karła 54 Piscium B.